# マージョリー・トーマス
マージョリー・トーマス（Marjorie Thomas、1923年6月5日 - 2008年9月12日）は、イギリス出身のコントラルト歌手。
サンダーランドの生まれ。２歳の時にオールダムに移住し、ヒューム女子グラマー・スクールでウィリアム・ウォルトンの兄ノエルにピアノを学んだ。また地元の聖ポール教会聖歌隊に入って歌に興味を持つようになった。1940年にマンチェスター王立音楽大学でピアノ専攻で入学したが、エルジー・サーストンに声楽を師事して歌手の道に進むようになった。1944年に大学を卒業後は、第二次世界大戦が終結するまで、ストックポートのグラマー・スクールの教師を務めた。1945年にジョン・バルビローリの指揮するハレ管弦楽団とエドワード・エルガーの《海の絵》を歌ってプロフェッショナルの歌手として活動するようになり、その年の12月にはロンドン・ディーリアス祭でトマス・ビーチャムとも共演した。1947年に結婚し、1948年に育児のため音楽活動から遠ざかったが、1950年にグラインドボーン音楽祭でのリヒャルト・シュトラウスの《ナクソス島のアリアドネ》、チェルトナム・フェスティヴァルでのベンジャミン・ブリテンの《アルバート・ヘリング》のそれぞれに出演して復帰を果たした。その後も、ギルバート＆サリヴァンのオペレッタの録音に参加したり、コヴェントガーデン王立劇場でリヒャルト・ヴァーグナーの楽劇上演に参加したりして名声を高め、1960年から1964年まで母校マンチェスター王立音楽院で教鞭をとった。1973年に演奏活動から身を引き、ロンドン王立音楽院の教授となったが、1990年に退官して隠遁した。
ロンドンにて死去。